# 現物 (麻雀)
現物（げんぶつ）は麻雀用語。一般的には、他家が捨てた牌と同じ牌を意味する。他家に対する安全牌・危険牌を判断する上でのひとつの材料となる。現物は捨て牌によるフリテンのルールにより当たり牌になることはなく、自分の河に捨てた牌ではロンできないため100%安全牌であると言える。
あるいは、現物とは、ドラ、裏ドラ、槓ドラ及び槓ウラの扱いで、表示されている牌そのものをドラとする方式のこと。1種類のドラは残り3枚存在することになる。現物ではなく次の牌をドラとする方式を特にネクストと呼ぶ場合もある（詳しくはドラ (麻雀)#ドラの決定を参照）。